# Skaidi
Skaidi är en by i Hammerfests kommun i Finnmark fylke i norra Norge. Orten ligger där riksväg 94 möter Europaväg 6.
Byn har tidigare tillhört dåvarande Kvalsunds kommun.